# Чемпионат Европы по настольному теннису 2009
Чемпионат Европы по настольному теннису 2009 года проходил с 13 по 20 октября в Штутгарте (Германия) в спортивном комплексе Porsche-Arena.

## Результаты

### Мужчины
| Разряд           | Золото                                                 | Серебро                                             | Бронза                                                     |
| ---------------- | ------------------------------------------------------ | --------------------------------------------------- | ---------------------------------------------------------- |
| Одиночный разряд | Микаэль Мэйс                                           | Вернер Шлагер                                       | Тимо Болль                                                 |
| Одиночный разряд | Микаэль Мэйс                                           | Вернер Шлагер                                       | Фёдор Кузьмин                                              |
| Парный разряд    | Тимо Болль Кристиан Зюс                                | Ван Цзэньгуй Люциан Блащик                          | Боян Токич Александр Каракашевич                           |
| Парный разряд    | Тимо Болль Кристиан Зюс                                | Ван Цзэньгуй Люциан Блащик                          | Дамьен Элои Эмануэль Лебессон                              |
| Команды          | Германия · Дмитрий Овчаров · Тимо Болль · Кристиан Зюс | Дания · Микаэль Мэйс · Мартин Монрад · Финн Тугвелл | Румыния · Адриан Кришан · Андрей Филимон · Константин Чоти |
| Команды          | Германия · Дмитрий Овчаров · Тимо Болль · Кристиан Зюс | Дания · Микаэль Мэйс · Мартин Монрад · Финн Тугвелл | Австрия · Вернер Шлагер · Роберт Гардос · Чэнь Вэйсин      |

### Женщины
| Разряд           | Золото                                       | Серебро                                      | Бронза                                                       |
| ---------------- | -------------------------------------------- | -------------------------------------------- | ------------------------------------------------------------ |
| Одиночный разряд | У Цзядо                                      | Маргарита Песоцкая                           | Виктория Павлович                                            |
| Одиночный разряд | У Цзядо                                      | Маргарита Песоцкая                           | Рута Пашкаускене                                             |
| Парный разряд    | Даньела Додян Элизабета Самара               | Вэньлин Тань-Монфардини Николета Стефанова   | Рута Пашкаускене Оксана Фадеева                              |
| Парный разряд    | Даньела Додян Элизабета Самара               | Вэньлин Тань-Монфардини Николета Стефанова   | Чжэньци Бартель Кристин Зильберайзен                         |
| Команды          | Нидерланды · Ли Цзяо · Ли Цзе · Елена Тимина | Польша · Ли Цянь · Сюй Цзе · Наталья Партыка | Чехия · Ивета Ваценовская · Дана Гадачова · Рената Штрбикова |
| Команды          | Нидерланды · Ли Цзяо · Ли Цзе · Елена Тимина | Польша · Ли Цянь · Сюй Цзе · Наталья Партыка | Хорватия · Тамара Борош · Андреа Бакула · Корнелия Вайда     |